# Museu Oscar Niemeyer
Das Museu Oscar Niemeyer (MON) ist ein Kunstmuseum in Curitiba.
Der Komplex besteht aus zwei Gebäuden auf einem 35.000 m² großen Gelände, von denen 19.000 m² als Ausstellungsfläche genutzt werden. Der Große Ausstellungssaal (grande salão de exposições) hat eine Grundfläche von 40 × 60 Metern und eine Höhe von 14 Metern. Eröffnet wurde es 2002 unter dem Namen Novo Museu (Neues Museum); im Jahr darauf erfolgte mit der Einweihung des Erweiterungsbaus die Umbenennung in Museu Oscar Niemeyer, zu Ehren des Architekten, der dieses Projekt im Alter von 95 Jahren abschloss.
Den ersten Entwurf dafür schuf Oscar Niemeyer 1967 zunächst als Bildungseinrichtung.
Der Volksmund nennt es Museu do olho (Auge). Zwischen 2003 und 2015 haben mehr als 2,6 Millionen Besucher das MON besucht.